# 1863 في المملكة المتحدة
فيما يلي قوائم الأحداث التي وقعت خلال عام 1863 في المملكة المتحدة.

## كتب
من الكتب التي صدرت هذه السنة في المملكة المتحدة:
- 1 يناير – أطفال الماء من تأليف تشارلز كينجسلي.

## مواليد

### يناير
- 1 يناير – جوزيف موروود ستانيفورث صحفي من المملكة المتحدة.
- 17 يناير – ديفيد لويد جورج[1]
- 21 يناير – جيم سميث

### فبراير
- 9 فبراير – أنتوني هوب[2]

### مارس
- 4 مارس – ريجنالد إنس بوكوك[3]
- 5 مارس – باتريك باوز ليون[4]
- 17 مارس – أوليفيا شكسبير كاتبة بريطانية.[5]
- 18 مارس – تشارلز تشابلن الأب
- 27 مارس – هنري رويس[6]

### أبريل
- 2 أبريل – وليم آدمسون[7]
- 5 أبريل – فيكتوريا أميرة هسن والراين[8]
- 17 أبريل – والتر ديو[9]

### مايو
- 17 مايو – تشارلز روبرت أشبي[10]
- 18 مايو – مات ماككوين لاعب ومدرب كرة قدم اسكتلندي.

### يونيو
- 13 يونيو – لوسي دف جوردن مصممة أزياء من المملكة المتحدة.[11]

### سبتمبر
- 10 سبتمبر – تشارلز سبيرمان بَريطانِيِّ نفساني.[12]
- 13 سبتمبر – آرثر هندرسون سياسي بريطاني.[13]

### أكتوبر
- 16 أكتوبر – أوستن شامبرلين سياسي بريطاني.

### نوفمبر
- 3 نوفمبر – بلانش بينغلي لاعبة كرة مضرب من المملكة المتحدة.
- 20 نوفمبر – زيفي تيلبوراي[14]

## وفيات

### مارس
- 3 مارس – وليام بورشل (مواليد 1781)[15]
- 26 مارس – جيمس دروموند (مواليد 1787) عالم نبات أسترالي.

### يوليو
- 3 يوليو – ألكسندر هنري غيند (مواليد 1833)

### سبتمبر
- 17 سبتمبر – تشارلز روبرت (مواليد 1788)[16]

### أكتوبر
- 8 أكتوبر – ريتشارد هويتلي (مواليد 1787)[17]